# Дядо Коледа с мускули
„Санта с мускули“ (на английски: Santa with Muscles) е комедия от 1996 г. В него Мила Кунис прави една от първите си появи.

## Сюжет
Блейк е самотен милионер. Един ден той тръгва с колата си, карайки я безразсъдно, полицията го подгонва и той отбива в един мол, където се преоблича с костюм на Дядо Коледа. Блейк (Хълк Хоган) побягва, но се подхлъзва и пада, и си удря главата, след което получава амнезия. Той започва да си мисли, че е Дядо Коледа. Междувременно Ебнър Фрост (Ед Бегли Джуниър), зъл учен, се опитва да събори сиропиталище, тъй като под сградата има магически кристали. Той изпраща подчинените си, за да унищожат сиропиталището, и само Блейк може да спаси сираците.